# Valentina Riasova
Valentina Alexándrovna Riasova –en ruso, Валентина Александровна Рясова– (26 de mayo de 1998) es una deportista rusa que compite en triatlón.
Ganó una medalla de bronce en el Campeonato Europeo de Triatlón de 2021 y una medalla de plata en el Campeonato Europeo de Triatlón de Velocidad de 2021.

## Palmarés internacional
| Campeonato Europeo | Campeonato Europeo  | Campeonato Europeo | Campeonato Europeo |
| Año                | Lugar               | Medalla            | Prueba             |
| ------------------ | ------------------- | ------------------ | ------------------ |
| 2021               | Kitzbühel (Austria) | Medalla de bronce  | Relevo mixto       |

| Campeonato Europeo | Campeonato Europeo  | Campeonato Europeo | Campeonato Europeo |
| Año                | Lugar               | Medalla            | Prueba             |
| ------------------ | ------------------- | ------------------ | ------------------ |
| 2021               | Kitzbühel (Austria) | Medalla de plata   | Individual         |